# Law and Order (1932)
Law and Order é um filme estadunidense de 1932, do gênero faroeste, dirigido por Edward L. Cahn e estrelado por Walter Huston, Harry Carey, Andy Devine, Russell Hopton e Russell Simpson.
Baseado no romance Saint Johnson, de W. R. Burnett, é o primeiro filme a retratar o famoso tiroteio no O.K. Corral, em Tombstone, Arizona.